# Thierry Ferré
Pour les articles homonymes, voir Ferré.
Thierry Ferré est un organiste français. Concertiste et professeur au conservatoire de Forbach, il est titulaire des orgues de la Cathédrale Saint-Étienne de Metz depuis l'automne 2020. Il est aussi directeur artistique de l'association « Les Amis de l'orgue de Forbach ».

## Biographie
Thierry Ferré est né à Forbach en 1980. Il commence l'apprentissage de la musique à onze ans au conservatoire de la ville : il mène pendant 10 ans l'apprentissage de l'orgue avec François Ménissier et du piano. 
Après son baccalauréat, il étudie à la faculté de musicologie de Strasbourg, puis à celle de Metz. Parallèlement, il entre dans la classe d'orgue du conservatoire de Metz auprès de Norbert Pétry où il suit un cursus général d'orgue, de musique d'ensemble et de basse continue, mais aussi un cursus de musique Renaissance qui lui permet la découverte de l'extraordinaire orgue du triforium de la Cathédrale de Metz. Il se perfectionne ensuite en musique baroque auprès de Francis Jacob au Conservatoire de Strasbourg avant de suivre les cours d'improvisation de David Cassan au Conservatoire de Nancy. 
Thierry Ferré est aussi un pédagogue puisqu'après avoir suivi une formation au Cefedem de Metz, il obtient le diplôme d'état de professeur d'orgue en 2006. Il est professeur d'orgue au conservatoire communautaire de Forbach depuis 2002, avec 26 élèves, la plus grande classe du département,. Il aime faire découvrir son instrument à tous les publics, notamment les plus jeunes dans des projets pédagogiques en lien avec l'Education Nationale, mais aussi les adultes lors des Journées du Patrimoine,.
En plus de la musique baroque, son répertoire de prédilection, la musique Renaissance, de par son lien avec l'orgue Renaissance de la cathédrale de Metz, prend de plus en plus d'importance dans ses concerts.  
S'il aime proposer des récitals d'orgue, où il lui arrive également de jouer du jazz ou des arrangements stylisés de chansons comme Hymne à l'amour ou Yesterday, il aime monter des projets transversaux orgue et peinture (l'Orgelbüchlein ou les Chorals de Leipzig de Bach ou la Messe de Couperin avec, à chaque fois, des peintures d'Annette Philipp), orgue et poésie (musique baroque française et Fables de La Fontaine), orgue et œnologie, mais aussi des concerts dans lesquels il accompagne d'autres instrumentistes,, chanteurs ou ensembles. 

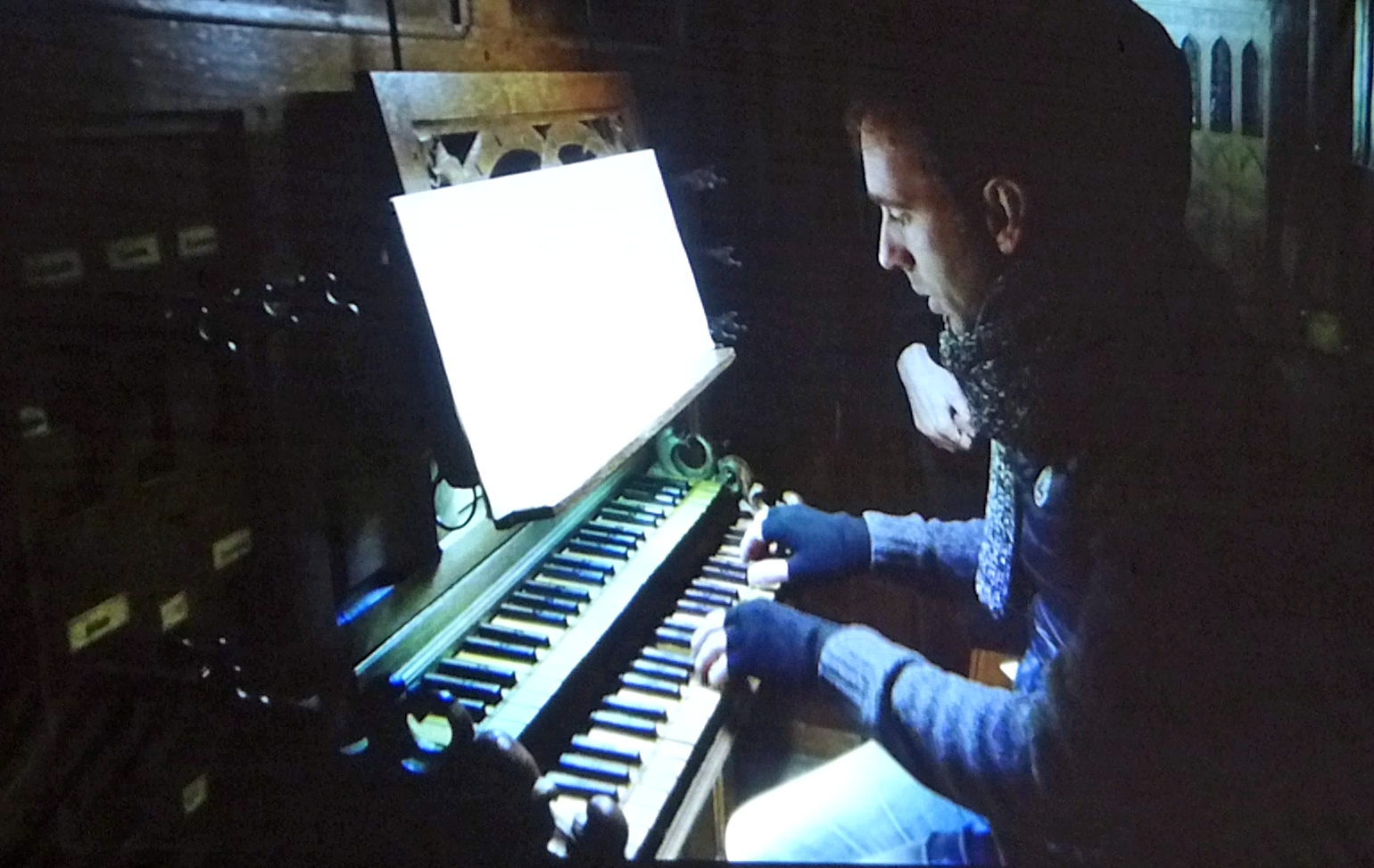
Thierry Ferré en concert le 4 décembre 2022 à l'orgue du triforium de la cathédrale Saint-Étienne de Metz

Après avoir été titulaire des orgues de l'église Saint-Rémi de Forbach, il devient le 20 septembre 2020 titulaire des orgues de la cathédrale de Metz, prenant la suite de son ancien professeur Norbert Petry, qui y officiait depuis quatre décennies. Il aimerait doter l'édifice d'un grand orgue, la cathédrale de Metz étant la seule à ne pas en disposer.
Thierry Ferré est aussi directeur artistique des « Amis de l'orgue de Forbach » qui organise en particulier le Festival d'orgues Forbach-Völklingen,,. Largement intéressé par le chant choral, il dirige plusieurs chœurs qui ont déjà chanté dans toute l'Europe,,.